# Ajt Warir
Ajt Warir (arab. آيت ورير, fr. Âït Ourir) – miasto, zamieszkane przez ok. 25 100 ludzi, w Maroku, w regionie Marrakesz-Tansift-Al-Hauz.